# Drinking from the Bottle
Drinking from the Bottle (em português: Bebendo da garrafa) é uma canção do cantor, compositor e produtor escocês Calvin Harris, tirado de seu terceiro álbum de estúdio, 18 Months. Possui vocais do rapper britânico Tinie Tempah. A faixa será lançada como sexto single do álbum em 27 de janeiro de 2013. Até agora, alcançou a posição #17 no UK Singles Chart. Um videoclipe pra acompanhar o lançamento de "Drinking from the Bottle" foi lançado no YouTube em 2 de dezembro de 2012 com uma duração total de quatro minutos e um segundo. O vídeo oficial poderá estrear em algum momento durante janeiro de 2013, depois de ser filmado na primeira semana de dezembro de 2012.

## Faixas
| N.º | Título                                              | Duração |  |
| 1.  | "Drinking from the Bottle" (featuring Tinie Tempah) | 4:00    |  |
| 2.  | "Drinking from the Bottle" (Jyvhouse Extended Mix)  | 6:13    |  |
| 3.  | "Drinking from the Bottle" (Andy Light Remix)       | 5:56    |  |
| 4.  | "Drinking from the Bottle" (Extended Mix)           | 6:02    |  |

## Desempenho nas paradas
| Paradas musicais (2012)          | Melhor posição |
| -------------------------------- | -------------- |
| Irlanda (IRMA)                   | 34             |
| Escócia (Scottish Singles Chart) | 11             |
| Reino Unido (UK Dance Chart)     | 6              |
| Reino Unido (UK Singles Chart)   | 17             |

## Histórico de lançamento
| País        | Data                  | Formato          | Gravadora                         |
| ----------- | --------------------- | ---------------- | --------------------------------- |
| Reino Unido | 27 de janeiro de 2013 | Download digital | Fly Eye, Columbia, Deconstruction |